# Zhu Bo
Zhu Bo (朱波S, Zhū BōP; Dalian, 24 settembre 1960) è un allenatore di calcio ed ex calciatore cinese, di ruolo difensore.

## Carriera
Con la Nazionale cinese ha partecipato alla Coppa d'Asia 1992, arrivando al 3º posto.

## Palmarès

### Giocatore

#### Competizioni nazionali
- Campionato cinese: 2

Bayi: 1981, 1986
- Coppa della Cina: 1

Bayi: 1990